# الحمراء (الطفة)

تعديل مصدري - تعديل

الحمراء هي إحدى قرى عزلة المشاعرة بمديرية الطفة التابعة لمحافظة البيضاء، بلغ تعداد سكانها 555 نسمة حسب تعداد اليمن لعام 2004.